# Born to Be Wild
Born to Be Wild è un singolo del gruppo musicale statunitense Steppenwolf, pubblicato nel 22 Novembre 1968 come terzo estratto dal primo album in studio Steppenwolf.

## Descrizione
Benché inizialmente offerta ad altre band, come per esempio gli Human Expression, Born to Be Wild fu registrata per la prima volta dagli Steppenwolf nel 1968. Sotto il nome d'arte utilizzato ad inizio carriera di Dennis Edmonton, Mars Bonfire, autore di testo e musica, era precedentemente un membro dei the Sparrows, gruppo predecessore degli Steppenwolf. "Born to be Wild" fu il secondo singolo del gruppo, e quello che ottenne maggiori risultati, raggiungendo la seconda posizione della Billboard Hot 100. 
La canzone fu originariamente pubblicata nel 1968, ma in seguito venne inclusa in numerose raccolte e colonne sonore. Il primo film ad utilizzarla nel proprio commento musicale fu Easy Rider - Libertà e paura nel 1969. A differenza della versione presente sui dischi degli Steppenwolf, la versione utilizzata in Easy Rider figurava all'inizio il rumore del motore di una motocicletta. Nel film fu inserita anche un'altra canzone degli Steppenwolf, The Pusher. Inizialmente Peter Fonda voleva Crosby, Stills and Nash per la colonna sonora del film, ma alla fine si convinse di quanto Born to Be Wild rispecchiasse lo spirito del film. Fu soprattutto a causa di questa pellicola, che il brano degli Steppenwolf è associato con la cultura dei biker. Per lungo tempo è stata usata per lo spot televisivo della Jeep Gran Cherokee.
Nella cultura popolare è spesso associata all'immagine dei biker, soprattutto a seguito del suo utilizzo nella colonna sonora del film Easy Rider. Spesso la canzone è descritta come il primo brano heavy metal mai scritto, oltre ad aver ispirato il nome dello stesso genere musicale. Benché queste affermazioni siano tuttora oggetto di discussione, il secondo verso nel testo di questa canzone (in cui si fa riferimento ad un "tuono di metallo pesante", heavy metal thunder, in riferimento al rombo provocato dallo scoppiettio della marmitta delle motociclette - è da qui che Leonard Mogel prese l'ispirazione per coniare il nome della sua rivista artistico-cultural-musicale) è la prima registrazione in cui si utilizza l'espressione "heavy metal" in un contesto musicale.

## Tracce
7" Single  RCA Victor 45-15 068	
1. Born to Be Wild - 3:28
2. Everybody's Next One - 2:53

7" Single MCA 259 646-7 
1. Born to Be Wild - 3:26
2. Magic Carpet Ride - 2:46

## Formazione
- John Kay - voce
- Michael Monarch - chitarra
- Rushton Moreve - basso
- Jerry Edmonton - batteria
- Goldy McJohn - tastiere

## Cover
Nel corso degli anni decine di artisti si sono cimentati in una cover di questo pezzo. Fra le versioni più celebri si ricordano:
- 1969 - Wilson Pickett
- 1969 - Pesky Gee!
- 1969 - Slade
- 1975 - Blue Öyster Cult
- 1976 - Buster
- 1979 - Riot
- 1979 - Udo Lindenberg
- 1979 - Steve Martin
- 1983 - Raven feat. Udo Dirkschneider
- 1985/90 - Rose Tattoo/Angry Anderson
- 1987 - The Cult
- 1988 - Zodiac Mindwarp
- 1989 - Puhdys
- 1993 - INXS
- 1995 - Angy Burri & The Apaches
- 1995 - Ozzy Osbourne feat. Miss Piggy dei Muppets
- 1998 - Joe Lynn Turner
- 2002 - Kim Wilde
- 2002 - Slayer
- 2003 - Status Quo
- 2005 - Twisted Sister
- 2006 - Adriano Tommasi
- 2007 - Hinder
- 2009 - Adam Lambert
- 2010 - Krokus
- 2010 - EXS

Esiste anche una parodia del cantante comico "Weird Al" Yankovic intitolata Born to Be Mild (Nato per essere mite), mai distribuita.
Nel 2014 è uscita una versione di "Born to Be Wild" che venne usata dalla Ubisoft per il web-trailer di Far Cry 4.